# Jacques-Henri Michot
 (août 2012).
Jacques-Henri Michot, né le 7 octobre 1935, est un écrivain français.

## Biographie
Élève de l'École normale supérieure, agrégé d'allemand, il a enseigné, de 1967 à 1995, la littérature comparée à l’université Lille-III.

## Œuvres
- Un ABC de la barbarie, éditions Al Dante, 1998, rééd. 2014
- La vingt-trois mille deux cent vingt-septième nuit, 2002
- God Bless America, 2003
- La Vie, l'Amour, la Mort, 2008
- Comme un fracas. Une chronique, éditions Al Dante, 2009
- Derniers temps. Un capharnaüm, éditions NOUS, coll. "Disparate", 2021
- Au jour dit – Le 24 avril en France, éditions Al Dante, 2023

Interventions, articles, extraits de textes
- Lénine, Brecht, Mi-en-Leh (Cahiers de l'Herne « Brecht », 1977)
- De l'entaille (Éd. Horlieu, 2000).

Contribution à des recueils
- Toi aussi, tu as des armes - Poésie et politique (Éditions La Fabrique, 2011)
- My Favorite Things - Le Tour du Jazz en 80 écrivains (Alter Ego Editions, 2013)
- Diverses publications dans les revues Nioques, Hiems, Action poétique, Lignes...

Vidéos montrées en public
- Débruit (Bordeaux, 2001), en collaboration avec Nathalie Six
- Terre ingrate mais pas totalement (2010), avec le cinéaste Alain Puel.

## Sur Jacques-Henri Michot
- Alain Jugnon, Amor fati les lois du théâtre (Friedrich Nietzsche, Antonin Artaud, Samuel Beckett, Jacques-Henri Michot, Amandine André, etc.), coll. « La diagonale de l'écrivain », Douro, 2024.